# Geschichte der Stadt Eschweiler
Die Geschichte der Stadt Eschweiler umfasst die Entwicklungen auf dem heutigen Gebiet der Stadt Eschweiler von der ersten Besiedlung bis zur Gegenwart.
Frk. = Frankreich
Chronik der westrheinischen Stadt Eschweiler

## Ur- und Frühgeschichte

### Steinzeit und Kelten
Für die Altsteinzeit vor über 10.000 Jahren gibt es eine mögliche, aber nicht gesicherte Bewohnung von Höhlen in Killewittchen westlich von Hastenrath und im Korkus östlich von Volkenrath, ebenso wie für die Zeit um 8000 v. Chr. zur Mittelsteinzeit. Gesichert durch mehrere Funde ist eine Besiedlung in Eschweiler in der Jungsteinzeit um 5500 v. Chr. Etwa ein Jahrtausend später betreiben erste Ackerbauern Getreideanbau und Viehzucht auf den fruchtbaren Lössböden im Norden des Eschweiler Stadtgebiets am Merzbach; es ist die Bandkeramikzeit.
2005 wurde bei Eschweiler-Ost eine zusammenhängende Siedlung der Rössener Kultur (mittlere Jungsteinzeit 4500 bis 4300 v. Chr.) freigelegt. Auch zur Mittelsteinzeit um 3000 v. Chr. wird in Eschweiler eine Besiedlung vermutet. 2100 v. Chr. markiert den Beginn der Frühbronzezeit im Eschweiler Raum, und um 1800 v. Chr. findet vermutlich erster Abbau von Erzen im Eschweiler Raum statt. Eine jungsteinzeitliche Besiedlung um 1000 v. Chr. ist in Eschweiler durch mehrere Funde gesichert. 1926 wurden Bronzezeitgrabfunde in Eschweiler freigelegt, und 1991 legte ein Braunkohlebagger einen Siedlungsplatz frei, wodurch wir wissen, dass um 500 v. Chr. ein Keltendorf im nördlichsten Zipfel des Eschweiler Stadtgebiets abbrannte. Ebenfalls für 400 v. Chr. (Latène-Kultur) sind erste Spuren menschlicher Ansiedlung in Eschweiler-Mitte und ein keltisches Bergwerk aus der Eisenzeit im Korkus gesichert, zusammen mit einer Siedlungsstelle der jüngeren Eisenzeit bei Volkenrath von 200 v. Chr. Die Kelten hinterließen mehrere Namen in Eschweiler wie Erberich, Inde und Killewittchen.

### Römer und Aduatuca
Von den Römern sind in und um Eschweiler zahlreiche Villae rusticae und ein Straßennetz nachgewiesen. Das Tal der Inde bei Eschweiler war sicherlich dicht besiedelt, jedoch bildete sich keine urbane Siedlung aus. Eine Römersiedlung am Ortsausgang von Hücheln aus dem 1. bis 3. Jahrhundert v. Chr. mit mindestens drei Steinhäusern, Holzgebäuden und einem großen Pfeilerbau wurde 1986 gefunden.
Um 54 v. Chr. fand die Schlacht um die Eburonenfeste Aduatuca statt, und es gibt vage Hinweise, dass Aduatuca am Ichenberg bei Eschweiler gelegen haben könnte.
Im Jahre 80 gehört der Eschweiler Raum zur kaiserlichen Provinz Germania Inferior und im 1. oder 2. Jahrhundert errichten westgermanische Sunuker zu Ehren ihrer Stammesgöttin Sunuxal im Propsteier Wald bei Eschweiler eine Kultstelle. Von 163 stammt eine Sesterze mit dem Bildnis Marc Aurels, die in Dürwiß gefunden wurde, und aus dem 3. Jahrhundert eine römische Leopardenstatuette aus Bronze im Propsteier Wald. 395 ist schließlich die endgültige Teilung des Römischen Reiches in West- und Ostreich, und eine Völkerwanderung beginnt. Neue germanische Stämme überschreiten um das Jahr 400 den Rhein und viele Römersiedlungen sinken in Schutt und Asche: So wird berichtet, dass das Gebiet östlich von Eschweiler (heutiger Kreis Düren) so verödet war, dass über seinen Trümmern ein neuer, großer Wald entstand.

### Franken
476 zerstören die Germanen Odoaker das weströmische Reich, und der Eschweiler Raum gehört zum Frankenreich Chlodwigs I. 511 dann – nach der ersten Teilung – gehört der Eschweiler Raum zum fränkischen Austrien. Von 550 bis etwa 562 fallen zentralasiatische Awaren in den Eschweiler Raum ein. 714 gehört dann der Eschweiler Raum zum karolingischen Frankenreich. Karl der Große, dessen Lieblingspfalz Aachen nur vier Wegstunden westlich von Eschweiler liegt, wird 768 mit 21 Jahren König der Franken. Aus der Zeit um 800 stammt eine hölzerne Kapelle an der Stelle der späteren Kirche in Laurenzberg, welches um 1400 als Berga Laurencii erwähnt wird. 814 stirbt Karl der Große.

## Mittelalter (9. bis 15. Jahrhundert)

### Ascvilare
Aus dem Jahre 828 stammt die erste urkundliche Erwähnung Eschweilers als karolingisches Königsgut Ascvilare: „Ascvilare wird ein Königsgut genannt, von Aachen vier Leugen (entsprechen rund 16 km) entfernt.“ Das Zitat zur Ersterwähnung Eschweilers im Jahre 828 durch Einhard findet sich jedoch nicht in der Vita Karoli, sondern in der Translatio et miracula SS. Petri et Marcellini, Buch IV, Kapitel 6. Dort heißt es: Ascvilarem vocant fundum regium ab Aquense palatio quattuor leugarum spatio distantem. Zwei Jahre später, 830, werden die drei Rodungsorte Bergrath, Hastenrath und Volkenrath im Südosten des Königsgutes gegründet.
Es ist nicht geklärt, ob die erste Silbe des Namens, Asc, seinen Ursprung in den Eschen oder im Wasser, also in der Inde hat. Im zweiten Fall käme Asc wie Aix (zum Beispiel in Aix-en-Provence) von Lateinisch aqua (Wasser).

### Von Ascvilare bis Eschwillre
Nach dem Vertrag von Verdun von 843 gehört Eschweiler zum Mittelreich Lothars I. 851 schenkt Kaiser Lothar I. eine Nona von der Villa Aschwilra dem Münsterstift zu Aachen. Am 13. Juni 888 erwähnt eine Urkunde Eschweiler als Ascvilra.
Das Hochmittelalter beginnt um 900, und aus jener Zeit stammen vermutlich die Niederungsburgen (Motten) von Lürken und Kinzweiler. Eine Urkunde vom 5. Juni 930 erwähnt Eschweiler als Aschwilre. Um 950 kommt die Angriffswelle der Magyaren (Ungarn) im Eschweiler Raum an. Am 16. Februar 966 erwähnt eine Urkunde Eschweiler als Aschwilra und am 25. Juli 973 erwähnt eine Urkunde ein Gerberhteslon, das vermutlich Lohn ist, und bestätigt Otto I. die von Ludwig der Kölner Domkirche geschenkten Wald- und Wildbannrechte im Eschweiler Raum. Erzbischof Heribert von Köln schenkt der Abtei Deutz den Hof Escuuilre samt Kirche mit Zehnten am 1. April 1003, und am 16. März 1082 schenkt Erzbischof Sigewin von Cöln derselben Abtei den Zehnten der Rottungen in einem Forst zu Escwilere. Ihre Besetzungen, insbesondere den Zehnten zu Eschuilre, bestätigt Papst Viktor IV. der Abtei am 11. Mai 1161.
Von 1138 bis 1250 gehört Eschweiler zu Niederlothringen im Stauferreich. 1145 wird Wilhelm von Eschweiler Schultheiß in Eschweiler. Gerhard von Randerath, der Vogt des Eschweiler Domhofes, verpfändet 1216 seine Vogtei über Eschweiler, Aldenhoven, Inden und das Kirchspiel Lohn der Kölner Domkirche, wodurch der Eschweiler Raum an das Kölner Domkapitel kommt. Zehn Jahre später erwähnt eine Urkunde Eschweiler als Eschwilre. 1244 erklärt Wilhelm von Eschweiler, dass er und seine Vorfahren von alters her von der Kölner Kirche die Eschweiler Meierei zu Lehen trügen. Die Eschweiler Burg, eine von einer Schutzmauer mit sechs Türmen umgebene Wasserburg, muss zu jener Zeit bereits gestanden haben. 1274 erfolgt die Gründung des Zisterzienserinnenklosters St. Jöris.
Um 1300 befindet sich der Eschweiler Raum im Spätmittelalter und wird Eschweiler nach dem liber valoris als Pfarrei zum Dekanat Jülich gehörend genannt. In Urkunden von 1334 und 1354, in denen Reinhard von Schönforst von den Erben der Herrn von Monschau einige Besitzungen käuflich erwirbt, wird deutlich unterschieden zwischen der Burg zu Monschau, der Burg zu Bütgenbach und dem Huys te Berghe in Nothberg, dem Vorläufer der Nothberger Burg. 1362 erwähnt eine Urkunde Eschweiler als Eyschwilre, und zu jener Zeit schafft ein unbekannter Künstler die heute in St. Peter und Paul befindliche Lederpietà.
Vom 28. Dezember 1394 stammt die älteste bekannte Urkunde über den Eschweiler Bergbau: Koylberg zu Eschwylre. Die Eschweiler Bergwerke sind im Besitz der Herzöge von Jülich.
Um 1400 wird eine Kapelle in Berga Laurencii (Laurenzberg) erwähnt. Johann von Kempenich verkauft 1420 die Eschweiler Vogtei mit seinem dortigen Besitz an Herzog Reinald von Jülich, womit Eschweiler zum Herzogtum Jülich gehört und der Jülicher Löwe in das Eschweiler Siegel kommt. 1429 ist die Eschweiler Burg im Besitz des Jülicher Erbmarschalls Frambach von Birgel, und 1463 erfolgt die erste Erwähnung des zweigeschossigen Herrenhauses des Hauses Kambach in Kinzweiler als Lehnsgut der Eschweiler Dompropstei. 1490 besiegeln Eschweiler Schöffen eine Urkunde, und das daran hängende Siegel zeigt den Jülicher Löwen und den Petrus-Schlüssel in der oberen rechten Ecke des Wappens, ohne dass der Löwe den Schlüssel in seinen Vorderpranken hält; Eschweiler wird Eschwillre genannt. Aus dem 14. oder 15. Jahrhundert stammt der dritte, gotische Bau der heutigen Kirche St. Peter und Paul.

## Frühe Neuzeit (16., 17. und 18. Jahrhundert): Plünderungen und Einäscherungen

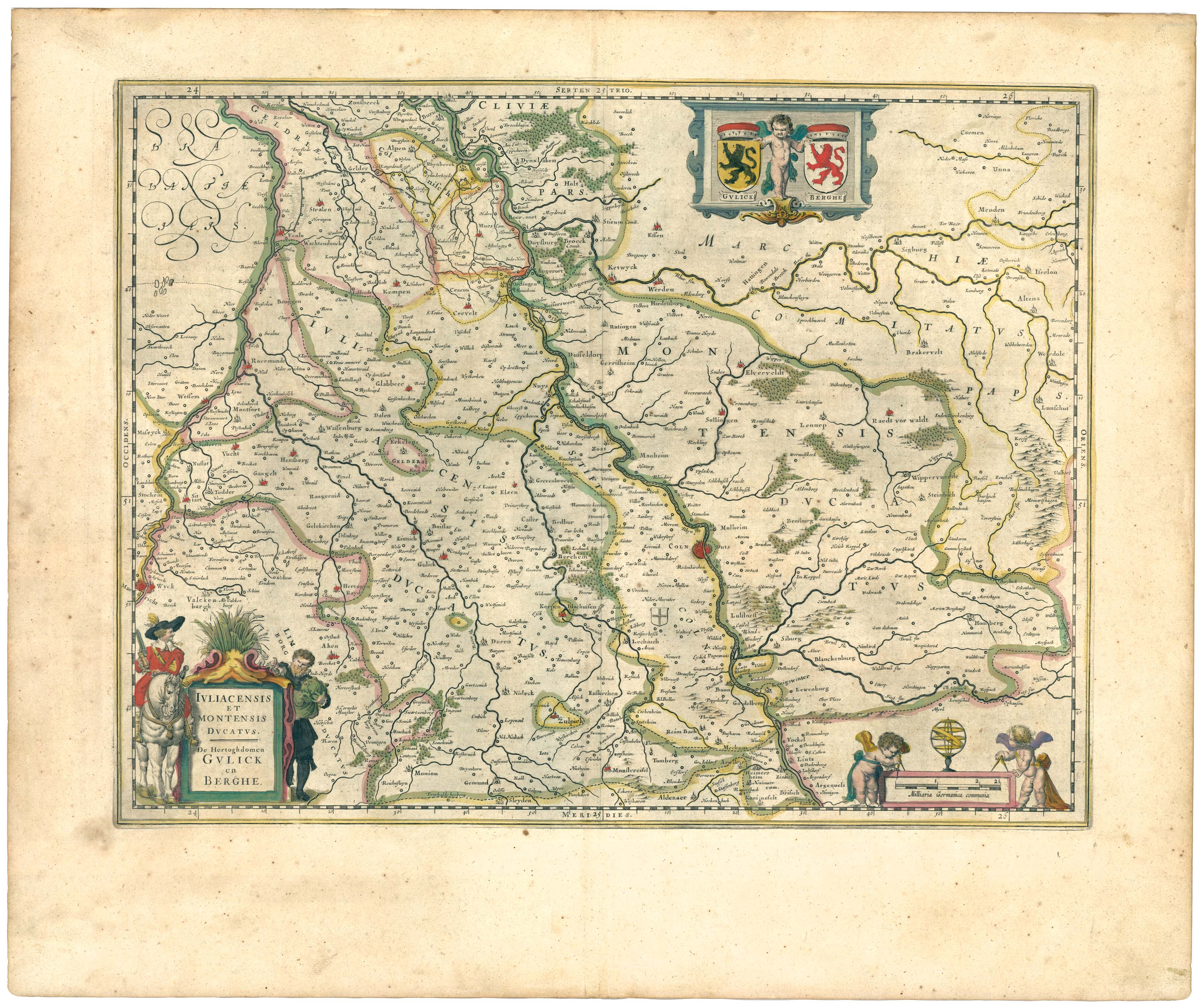
Eschweiler und Umgebung auf einer Karte des Herzogtums Jülich-Berg im 17. Jh.

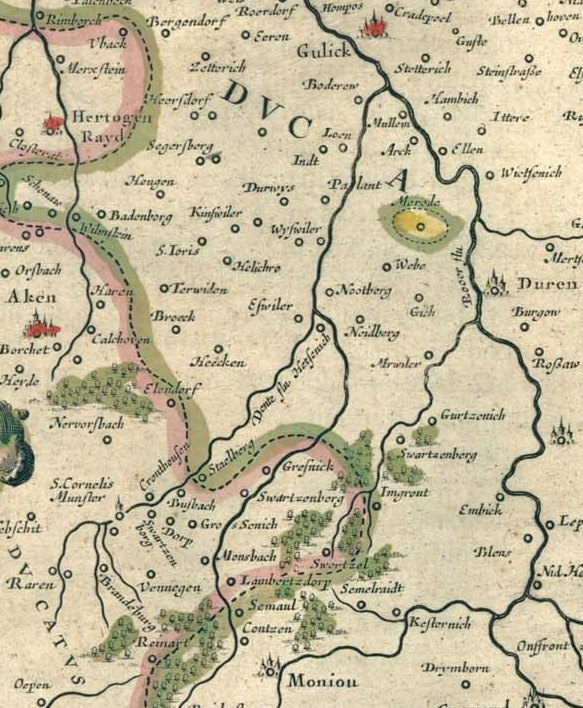
Ausschnitt aus obiger Karte

Etwa 1500 ist der Beginn der Neuzeit mit zahlreichen Landwehren am Niederrhein, und 1516 bestätigt Herzog Johann von Kleve-Mark und Jülich-Berg dem Zöllner zu Jülich, Ailff Hamer, ordnungsgemäß Rechenschaft über Einnahmen und Ausgaben des herzoglichen Kohlbergs im Amt Eschweiler abgelegt zu haben. Aus dem Jahre 1533 datiert die erste Einwohnerangabe: In Eschweiler leben etwa 850 Menschen.
Johann von Palant wird 1541 Amtmann von Eschweiler und Wilhelmstein, 1542 tritt die erste für das Inderevier um Eschweiler geltende Bergordnung in Kraft, und 1543 kommt es zur Plünderung Eschweilers und starken Beschädigung der Burg Nothberg durch die Truppen des Kaisers Karl V. während des Erbfolgestreits um Geldern. In einem Verzeichnis über die Gerichtsverfassung im Herzogtum Jülich von 1555 steht das Gericht Eschweiler mit den Orten Eschweiler, Bergrath, Röhe, Röthgen und Schaufenberg (heute zu Alsdorf). Im selben Jahr erfährt die Nothberger Burg eine große Umgestaltung. 1559 leben in Eschweiler etwa 1.250 Menschen.
Auf einem Schöffensiegel wird 1563 Eschweiler als Eschwiller bezeichnet, und Gerhard von Palant erhält die Belehung Haus Kambach in Kinzweiler. 1566 bekunden Eschweiler Schöffen, dass die Abhängigkeit vom Kölner Domkapitel seit 400 Jahren und länger bestehe. 1571 drehen sich Wasserräder, das heißt Radpumpen, im Inderevier bei Eschweiler, und 1572 erlischt das Lehnsverhältnis der Eschweiler Burg, wodurch der Rittersitz und der Domhof von Eschweiler der Mannkammer zu Aldenhoven unterstehen. 1586 leben in Eschweiler etwa 1.850 Menschen.
1591 stirbt der Letzte von Palant, weswegen lang anhaltende Erbstreitigkeiten ausbrechen, infolge derer und durch den Dreißigjährigen Krieg Verfall und Zerstörung der Nothberger Burg einsetzen. 1618 bricht der Dreißigjährige Krieg aus, 1619 erwähnt ein Verzeichnis Eschweiler zum ersten Mal als Eschweiler, und 1642 wird Eschweilers durch hessisch-weimarisch-französische Truppen eingenommen und geplündert. Es kommt zu großen Verlusten in der Bevölkerung, schwedische Truppen besetzen Eschweiler und die Eschweiler Burg, und wegen Zerstörung der Pumpe säuft der Schacht der Grube Aue ab. Eschweiler zählt 3.600 Einwohner. 1646 reißen kaiserliche Truppen die Galerie der Nothberger Burg nieder und zerstören so den Ehrenhof, um die Verteidigungsfähigkeit des Schlosses auszuschließen; ferner wird somit der Zugang zu der kleinen Nordwestbastion – einem Werk Pasqualinis – unmöglich gemacht. 1648 endet der Dreißigjährige Krieg, und 1650 kommt die Burg Röthgen an die Familie von Bourscheidt.
1678 ist ein unheilvolles Jahr. Im Oktober plündern und brandschatzen Truppen des französischen Königs Ludwig XIV. Eschweiler vollständig nebst Pfarrkirche St. Peter u. Paul. Die wertvolle Lederpietà wird jedoch gerettet, und beim Wiederaufbau erhält St. Peter und Paul eine barocke Turmhaube. Zwei Jahre später ist Eschweiler Marktflecken, zu dem Bergrath, Röthgen und Röhe gehören, und zählt wieder 2.000 Einwohner.
1685 fällt Eschweiler an die Kurpfalz, und 1692 ist Eschweiler auf der französischen Landkarte Le cercle eslectoral du Rhin (dt.: Der Rheinische Wahlkreis) als Eschwiler eingezeichnet. 1701 erfolgt der Bau der heutigen Form des Hauses Kambach in Kinzweiler durch den Kinzweiler Schultheißen Johann Bernhard von Kotzhausen. 1756 richtet das Erdbeben von Düren Schäden im Gewölbe des Neubaus der Hauptpfarrkirche St. Peter und Paul an. 1773 wird der Torturm der Laurenzberger Burg in Laurenzberg umgebaut.

## Der Eschweiler Kohlberg vor der Franzosenzeit
1749 gibt es auf dem Eschweiler Kohlberg 78 fördernde Gruben, von denen bis 1767 sechzehn stillgelegt werden. In jenem Jahr wird rund 60 km entfernt Christine Wültgens in Rath bei Düsseldorf geboren. Ihrem Vater Johann Peter Wültgens, Landwirt und Pächter der Burg Kinzweiler bei Eschweiler, werden die Abbaurechte am Flöz Großkohl und zwei weiteren Flözen des Eschweiler Kohlbergs im Jahre 1784 übertragen, nachdem 1775 Kurfürst Karl Theodor eine Bergordnung für seinen Eschweiler Kohlberg erlassen hatte. Johann Peter Wültgens stirbt 1787, und sein Sohn Ferdinand und sein Schwiegersohn Carl Englerth führen seinen Bergwerksbesitz weiter. Es der Übergang zur industriellen Ausbeutung der Eschweiler Kohle. So entsteht 1791 ein detaillierter Plan des Eschweiler Kohlbergs mit den Kohlbäncken – gezeichnet vom Landvermesser Heinrich Casimir Staedtler (geb. in Brüssel, gest. 1795 in Eschweiler), und 1793 steht eine der ersten Dampfmaschinen Deutschlands in Eschweiler-Pumpe.
1790 zwischen Französischer Revolution und Franzosenzeit leben in Eschweiler 3.386 Menschen.
Bei Haus Palant wird 1793 ein römischer Sarkophag gefunden.

## Eschweiler in der Franzosenzeit

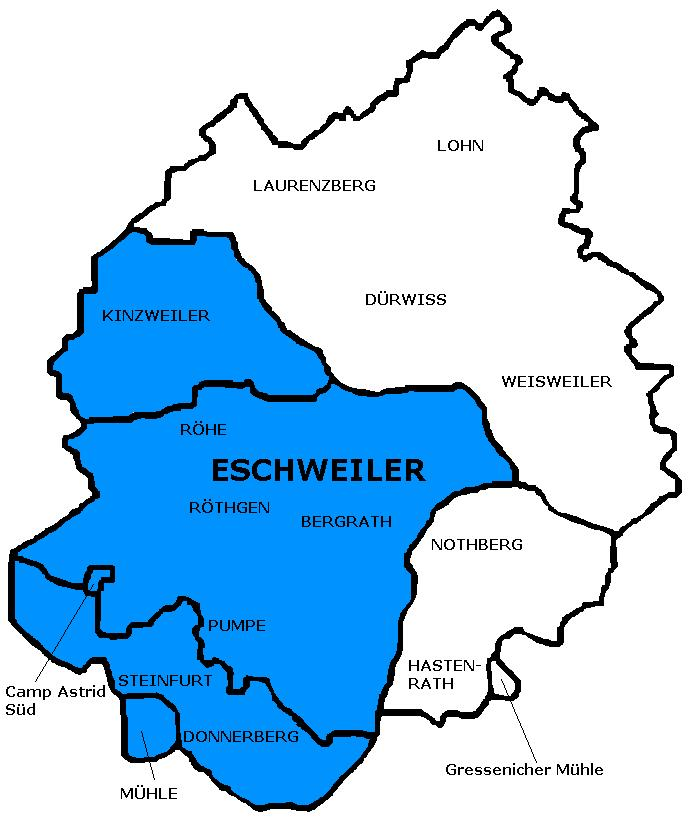
Eschweiler 1800

1794 besetzen die Franzosen das linke Rheinufer und errichten eine Munizipalverwaltung zwischen Maas und Rhein. Nach dem Frieden von Campo Formio wird dann 1797 das Département de la Roer mit Hauptstadt Aachen und damit auch der Kanton Eschweiler im Arrondissement d’Aix-la-Chapelle (dt. Aachen) staatsrechtlich ein Teil Frankreichs. Das Roerdepartement und mit ihm Eschweiler wird 1801 dem französischen Kaiserreich einverleibt, gleichzeitig wird das Bistum Aachen, zu dem auch Eschweiler gehört, gebildet. Die weiteren Kantonsstädte im Arrondissement Aachen sind Burtscheid, Düren, Froitzheim, Geilenkirchen, Gemünd, Heinsberg, Linnich, Montjoie (= Monschau) und Sittard; der Nachbarkanton Jülich gehört jedoch zum Arrondissement de Cologne. Der Kanton Eschweiler zählt 18.904 Einwohner, Eschweiler selbst etwa 2.900.
1800 wird der Flecken Eschweiler zur Stadt und Mairie erhoben und Carl Englerth erster Bürgermeister. Er bleibt in diesem Amt bis zu seinem Tode im Jahre 1814. In seine Amtszeit fällt 1802 die Schließung des Zisterzienserinnenklosters St. George (= St. Jöris) durch Napoleon Bonaparte, 1804 die Ernennung Eschweilers zur Hauptpfarre mit Pastor Vogel als erstem Dechant des Kantons Eschweiler, 1804 die Einführung der napoleonischen Gesetzgebung und 1808 die Einrichtung des Friedensgerichts Eschweiler an der Ecke Dürener Straße/Kolpingstraße. Zum Eschweiler Gerichtsbezirk gehören Bardenberg, Broich, Büsbach, Dürwiß, Eschweiler, Gressenich, Hoengen, Lamersdorf, Langerwehe, Nothberg, Stolberg und Weisweiler.
Die Familie Preyer (Gustav Preyer und Louise Preyer) siedelt 1813 von Rheydt nach Eschweiler über. Nach ihnen ist die Preyerstraße benannt.
Christine Englerth übernimmt 1814 nach dem Tod ihres Ehemanns Carl die Leitung des Familienbergwerksunternehmens. Fast ein Jahrzehnt zuvor hatte 1805 Napoleon I. im Feldlager in Braunau am Inn persönlich für die Eschweiler Konzessionsanträge von Englerth und Wültgens entschieden.
Im Pariser Frieden wird schließlich 1814 das Rheinland und somit auch Eschweiler aus dem Französischen Reich gelöst.

## Eschweiler Industrie- und Eisenbahngeschichte
Für einen Überblick über die Eschweiler Industriegeschichte siehe hier.

### 1810er
1815, nach dem Wiener Kongress kommt die Rheinprovinz und damit auch Eschweiler an das Königreich Preußen, das im Wesentlichen aus den Cantonen Burtscheid und Eschweiler den Landkreis Aachen bildet, der zum Regierungsbezirk Aachen gehört. Der Landkreis Aachen hat rund 43.000 Einwohner. 1816 richtet Johann Wilhelm Reuleaux in der Eschweiler Burg eine Brennerei ein.

### 1820er
1820 leben in Eschweiler etwa 4.500 Menschen. 1821 wird am Langwahn die erste feste Holzbrücke für Fuhrwerke über die Inde gebaut. 1822 wird das Rathaus an der Dürener Straße gebaut. Die Stadt hat mittlerweile über 5.100 Einwohner. 1823 wurde der Eschweiler Ortsteil Mühle nach Stolberg ausgemeindet. 1824 erwirbt Christine Englerth die Grube Ichenberg. 1825, nach der Auflösung des Bistums Aachen gehört die katholische Pfarre St. Peter und Paul zum Erzbistum Köln. Die Grube Ichenberg wird geschlossen. Eschweiler hat 6.014 Einwohner. 1827 wird Eschweiler Dekanat mit 14 Pfarreien. 1829 wurde Franz Reuleaux geboren, die Nothberger Burg kommt in bürgerlichen Besitz und ein Drittel des Mauerwerks ihres Herrenhauses wird auf Abbruch verkauft.

### 1830er
1830 wird ein Werk der Firma Englerth & Günzer in Eschweiler-Pümpchen geöffnet. Die Postanstalt und amtliche Salzverkaufsstelle ziehen in die Grabenstraße. 1832 wütet Cholera in der Stadt und im Landkreis Aachen, eine öffentliche Speiseanstalt für die Armen wird errichtet, eine Fußgängerbrücke über die Inde an der Kochsgasse wird gebaut. 1833 gibt es große Schäden durch Indehochwasser, ein neues Postgebäude Ecke Jülicher Straße/Hehlrather Straße wird eröffnet, Christine Englerth wird zur Steinkohlekonzession erteilt. 1834 gründet Christine Englerth den Eschweiler Bergwerks-Verein EBV und somit die erste preußische Aktiengesellschaft. 1838 erwirbt Friedrich Englerth die Ruine der Eschweiler Burg mit 7 Morgen Land, Christine Englerth stirb, und der Gründungsvertrag des EBV wird wirksam, erste EBV-Generalversammlung wird somit ausgeführt.

### 1840er
1840 leben in Eschweiler etwa 5.000 Menschen. 1841 werden die Rheinischen Eisenbahn Aachen–Köln und somit auch die Bahnhöfe Eschweiler und Nothberg eröffnet. Der Stolberger Bahnhof wird am Propsteier Wald auf Eschweiler Gebiet errichtet, im Werk Englerth & Günzer in Eschweiler-Pümpchen wird das Puddelverfahren eingeführt. 1842 wird August Thyssen in Eschweiler geboren. 1845 wird die Eschweiler Burg De Kaffemöll durch Friedrich Englerth für 100.000 Thaler wieder aufgebaut. Haus Kambach in Kinzweiler kommt durch Kauf an Familie Rey. 1848 wird das zweite Gleis auf der Bahnstrecke Eschweiler–Aachen in Betrieb genommen, es gibt Revolutionswirren und die Eschweiler Bürgerwehr wird aufgebaut, die Zeitungen Eschweiler Anzeiger und Bote an der Inde werden gegründet.

### 1850er
1850 wird die Handelskammer zu Stolberg für die Kreise Aachen-Land und Düren, wozu auch Eschweiler gehört, später durch Kreis Jülich erweitert und dann aufgelöst, gegründet. Die Firma Dawans, Orbon & Co. errichtet ein Walzwerk in Eschweiler-Aue. Es gibt 8.226 Einwohner. 1851 wird ein Werk in Eschweiler-Hasselt durch Englerth, Günzer & Fusse gegründet. Es wird der erste nachweisbare Rosenmontagszug in Eschweiler durchgeführt. 10.504 Menschen leben 1852 in Eschweiler. 1853 wird die Gesellschaft Concordia mit Hochofenanlage in Eschweiler (Übernahme 1872) gegründet. 1854 wird die Hospitals durch die Katholische Pfarrgemeinde St. Peter und Paul in der Dürener Straße 83 eröffnet. 1855 leben in Eschweiler 13.987 Menschen. 1856 wird die Bebauung südlich der Inde; Auffinden eines Votivsteins im Propsteier Wald mit der Inschrift DEAE SVNVXSALI VLPIVS HVNICIVS begonnen. 1858 werden die Stadtrechte an die Gemeinde Eschweiler durch Allerhöchste Kabinettsorder König Friedrich Wilhelm IV. von Preußen nach der Rheinischen Städteordnung verliehen, eine Hospital-Kommission erwirbt das Areal der Eschweiler Burg und das Hospital zieht dorthin um.

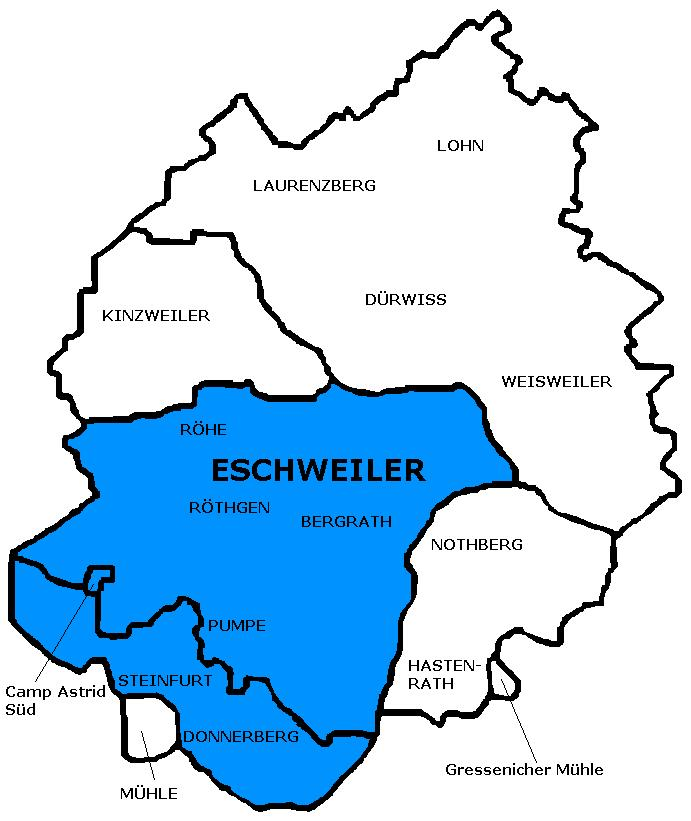
Eschweiler 1859

1859 scheiden die Orte Kinzweiler, Hehlrath und St. Jöris aus der Stadt Eschweiler aus und bilden die Gemeinde Kinzweiler, die aber noch bis 1910 von Eschweiler mitverwaltet wird. Sie sollten 1972 zurückkommen.

### 1860er
Nach der Kreisstadt Burtscheid (1858) hat Eschweiler als zweite Stadt im Landkreis Aachen 1860 Gaslaternen eingeführt. Es gibt ein neues Empfangsgebäude für den Bahnhof Eschweiler (Rh.) (später Eschweiler Hbf). Es gibt etwa 13.000 Einwohner. Die königlichen Majestäten Wilhelm I. und Gattin besuchen 1865 Eschweiler. 1867 wurde eine Telegraphenbetriebsstelle beim Postamt Eschweiler eingerichtet. 1868 wurde die Lederfabrik Hugo Heusch in der Aachener Straße gegründet. 1869 wurde eine Cholera-Kreuzes auf dem Ichenberg (Konkordiasiedlung) errichtet.

### 1870er
1871 brach die Zeit des 2. Deutschen Kaiserreiches an. August Thyssen gründet in Eschweiler die Thyssen & Co. KG. 1872 geschah die Gründung der Eschweiler Eisenwalz AG (fusioniert 1903), der EBV übernimmt Concordia. 1873 wurde die Bergisch-Märkischen Bahnlinie (Talbahnlinie) Eschweiler–Weisweiler–Jülich–Hochneukirch–Mönchengladbach und somit auch der Bahnhöfe Eschweiler-Aue, Eschweiler-Tal und Weisweiler eröffnet. 1878 wurde der Neubau des Gymnasiums in der Grabenstraße eingeweiht. 1879 wurde das Friedensgerichts in ein Amtsgericht umgewandelt, die Steinkohlengrube Propstei wurde stillgelegt, die älteste Eschweiler Karnevalsgesellschaft Ulk wurde gegründet.

### 1880er
1880 ist die Stadt Eschweiler zur Führung eines Wappens durch allerhöchste Kabinettsorder berechtigt. Es gab die erste Förderung auf der Grube Reserve. Es wurde eine allgemeine Volkszählung, mit dem Ergebnis von 15.610 Einwohnern ausgeführt. Es hab den Rosenmontagszug mit erstem namentlich bekannten Eschweiler Prinzen Peter I. 1881 gab es Ausgrabungen der Grundmauern einer römischen Villa im Propsteier Wald in Eschweiler, der Erweiterungsbau von St. Peter und Paul mit Querhaus und Chor wurde errichtet, ein neues Amtsgericht (Ecke Rosenallee/Marienstraße) wurde gebaut. 1882 kam beim Adreßbuch der Stadt Eschweiler folgendes heraus: 14.673 römisch-katholische, 789 evangelische Christen und 148 Juden, Eschweiler steht an 91. Stelle der 170 preußischen Gemeinden mit mehr als 10.000 Einwohnern und ist außer Wiesbaden einzige schuldenfreie Stadt. Mittlerweile gehören auch die Gemeinden Broichweiden, Hoengen und Kinzweiler zum Amtsbezirk Eschweiler. 1885 ergibt die amtliche Volkszählung 16.798 Einwohner. 1887 siedelt die Firma F. A. Neuman von Aachen nach Stich um. 1889 wurde das Waisenhauses Leo-Haus am Eschweiler Markt gegründet. Die Freiwillige Feuerwehr Eschweiler wurde gegründet und die Stadtfernsprecheinrichtung mit 18 Teilnehmern eröffnet.

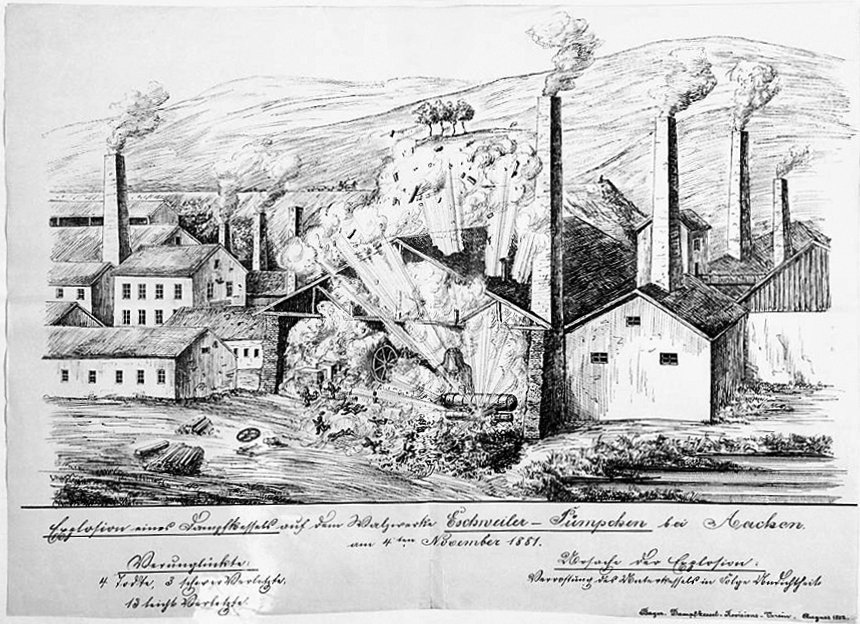
Dampfkesselexplosion im Jahre 1881

### 1890er
1890 geschah die Grundsteinlegung der evangelischen Dreieinigkeitskirche und der Synagoge an der Moltkestraße, Schwestern der Armen Dienstmägde im St.-Josef-Kinderheim (bis 1992), der gebürtige Eschweiler August Thyssen gründet in Duisburg die Thyssen Hütte AG und die Eschweiler Bank wurde in der Parkstraße gegründet. 1891 wurde das Kreisaltenheims an der Odilienstraße mit 120 Betten (Kosten 100.000 Goldmark, Abriss 1978) eröffnet und die Grube Centrum stillgelegt. Ab 1892 gab es die erste öffentliche Fernsprechstelle in Eschweiler und die Dreieinigkeitskirche wurde eingeweiht. 1896 wurde das Waisenhaus St.-Josefs-Haus in der Hehlrather Straße eröffnet und der städtische Schlachthof fertiggestellt. 1897 wurde die Kleinbahnstrecke Bf Eschweiler–Eschweiler Rathaus–Eschweiler-Aue–Atsch aufgebaut und der Bau des Kleinbahndepots und der Kraftstation Eschweiler-Pumpe in die Wege geleitet. 1898 wurde die Kleinbahnstrecken Eschweiler–Bergrath–Gressenich und Eschweiler–Mariadorf–Alsdorf in Betrieb genommen, Pumpe-Stich wird selbständige katholische Pfarrgemeinde St. Barbara, die Bade- und Waschanstalt in der Kaiserstraße (Abriss 1979) wurde eröffnet, es gab das erste Röntgengerät im Krankenhaus. 1899 begann die Bebauung im Gebiet Kaiser- und Franzstraße sowie im Gebiet Peter-Paul-, Park- und Kolpingstraße.

### 1900er
1900 wurde das katholische Gesellenhaus in der Kolpingstraße eingeweiht und das Kloster Helene-Nickel-Stift in Röhe gegründet. Eschweiler hat 21.668 Einwohner. 1902 wird eine Isolierstation am Krankenhaus gebaut und die Aufforstung auf dem Hohen Stein beginnt. 1904 wird die Reichsbanknebenstelle Ecke Englerthstraße/Kochsgasse nach Plänen von Stadtbaurat Geis (Abriss 1968) errichtet. 1905 gibt es erstmals elektrisches Licht in Eschweiler-Stadtmitte, die Eröffnung der obligatorischen kaufmännischen Fortbildungsschule in Eschweiler findet statt, außerdem ergibt eine amtliche Volkszählung, dass die Stadtteile lauten Innenstadt/Röthgen, Bergrath, Röhe, Pumpe-Stich/Aue und Duffenter/Donnerberg 23.625 Einwohner haben. 1906 wird die St. Michaels-Statue am Eschweiler Markt (durch Luftmine 1943 zerstört) errichtet, durch große Überschwemmungen stürzt ein Teil der Eschweiler Drahtfabrik ein, die Genossenschaft der Franziskanerinnen übernimmt die höhere katholische Mädchenschule. 1907 gibt es das erste Kino in Eschweiler, die Kleinbahnstrecke Eschweiler-Sackgasse–Hovermühle–Weisweiler wird in Betrieb genommen (1908 folgt Eschweiler bis Dürwiß), durch die Verschmelzung mit der 1836 gegründeten Vereinigungsgesellschaft für Steinkohlenbau im Wurmrevier wird der EBV eine der größten deutschen Bergwerksgesellschaften, der Neubau des Amtsgerichts in der Kaiserstraße wird eröffnet, römische Gebäudereste und Münzen an der Hovermühle werden gefunden, der Neubaus der Rektoratskirche in Eschweiler-Donnerberg wird eingeweiht. 1909 gibt es 25.619 Einwohner.

### 1910er
1910 nimmt der Braunkohletagebau im Norden von Eschweiler seine Arbeit auf und die Einwohnerzahl ist leicht auf 24.740 Einwohner gesunken. 1911 wird der Bahnhof Eschweiler (Rh.) in Eschweiler Hbf umbenannt. 1913 geschieht der Abschluss eines Interessengemeinschaftsvertrags zwischen dem EBV und dem Luxemburger Stahlkonzern ARBED, der EBV verlegt seine Hauptverwaltung von Eschweiler-Pumpe nach Kohlscheid und die Grundsteinlegung der Infanteriekaserne Ecke Preyerstraße/Gartenstraße.

## Garnisonsstadt und Weltkriege

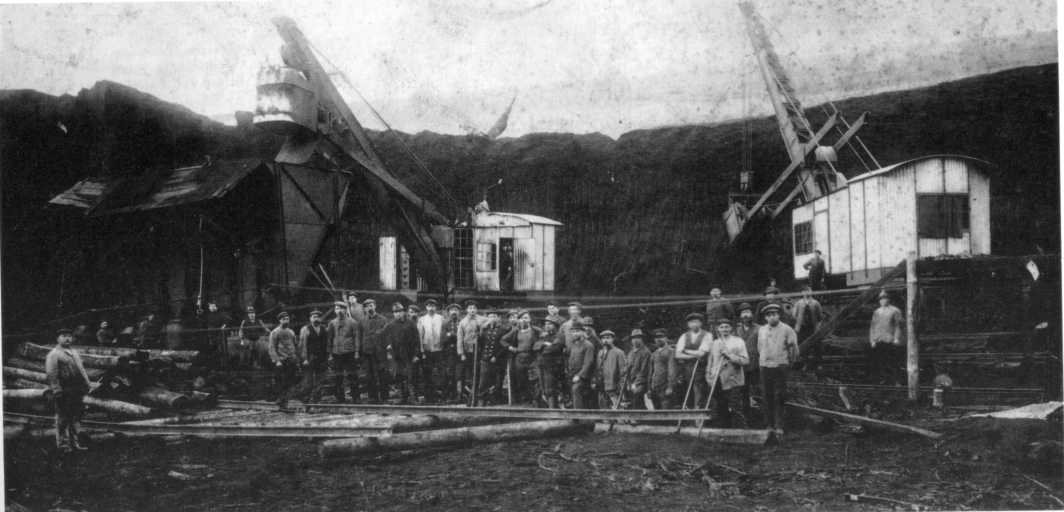
Tagebau Zukunft 1912

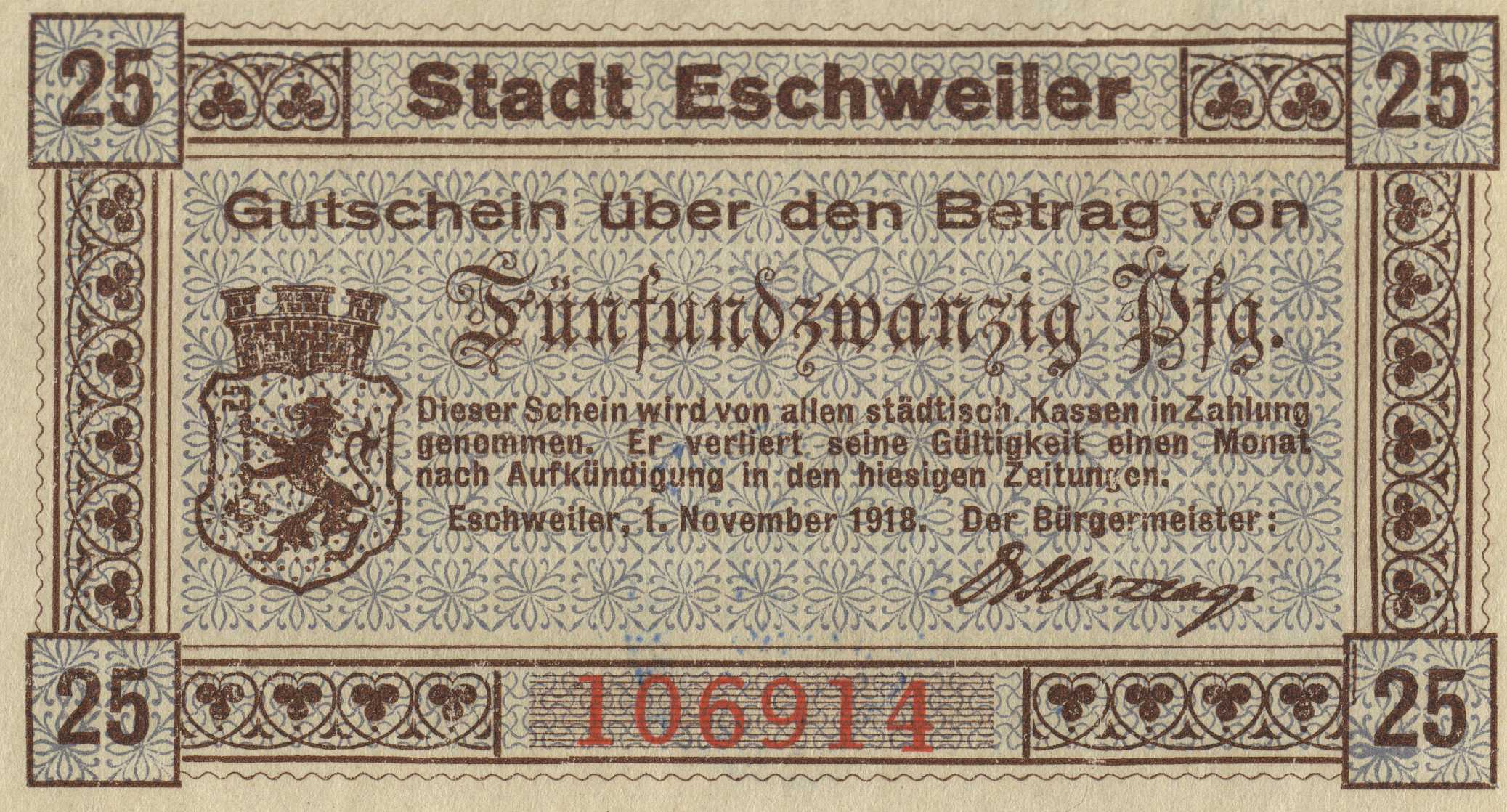
Notgeld vom 1. November 1918

1914 wird Eschweiler bedingt durch den Einzug des 2. Bataillons des Infanterie-Regiments 161 Garnisonsstadt. Im gleichen Jahr werden auf Beschluss der Eschweiler Stadtverordnetenversammlung die Stadtfarben Schwarz-Gelb-Blau  definiert.
Trotz Ausbruch des Ersten Weltkriegs im vorherigen Jahr konnte 1915 das Postgebäudes Ecke Rosenallee/Kaiserstraße fertiggestellt werden. Nach Ende des Ersten Weltkrieges 1918 kommt Eschweiler unter französische Besatzung und gehört später der belgischen Besatzungszone an. Nothberg steht unter britischer Besatzung.
1919 wurden unter der Weimarer Republik der Industrie-Verbands Eschweiler sowie die Volkshochschule Eschweiler gegründet. Das Lichtspielhaus Modernes Theater konnte in der Dürener Straße eröffnet werden.

### 1920er

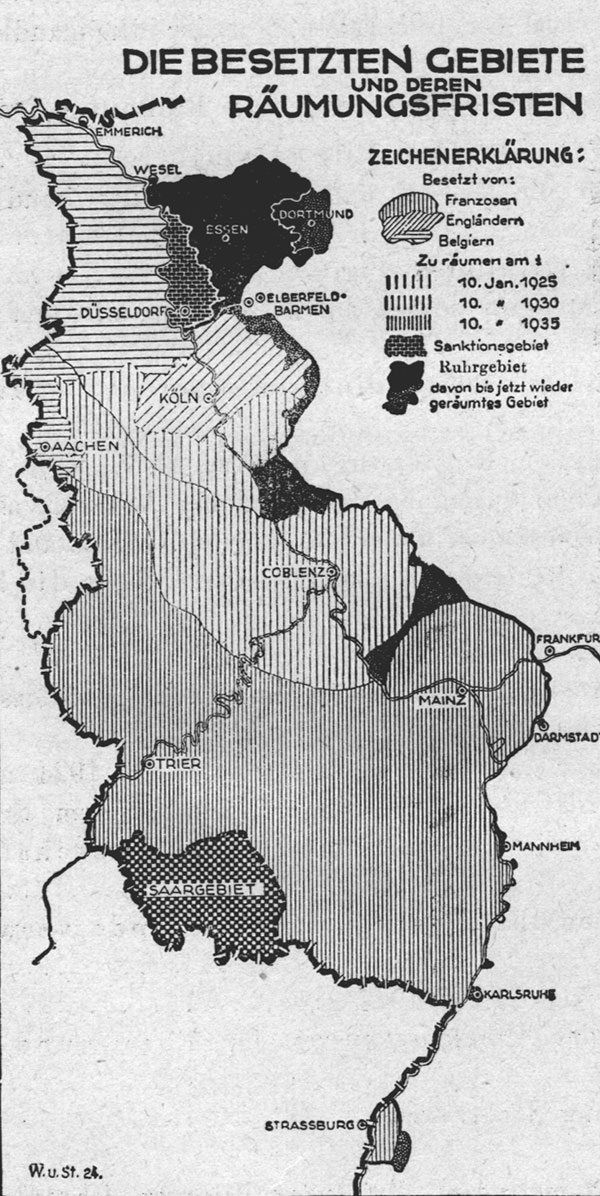
Eschweiler 1923

1920 erfolgt die Gründung des ersten Geschichtsvereins von Eschweiler und Umgegend. Es kommt zu einem zwölftägigen Ausstand im Kraftwerk Weisweiler und zu Plünderungen. Die Einwohnerzahl liegt bei etwa 25.100 Einwohnern. 1928 ist Eröffnung eines Heimatmuseums durch den Geschichtsverein für Eschweiler und Umgegend. Leider gehen im Zweiten Weltkrieg Ausstellungsstücke wie Grabfunde, Urnen und Bronzefibeln verloren.
1923 steigt die Inflation sprunghaft an und die Stadt Eschweiler gibt eigenes Notgeld heraus. Am 16. Oktober 1923 hissten Separatisten auf dem Haus Neustraße 43 in Eschweiler in der südlichen Innenstadt die grün-weiß-rote Fahne der Rheinischen Republik und eröffneten dort ein Werbebüro. Am 22. und 23. Oktober versuchten sie einen Putsch im Eschweiler Rathaus, aber der Beigeordnete Elsen lehnt die Übergabe ab. Die Regierung fordert am Folgetag die Bevölkerung zum Widerstand auf, worauf am 2. November die Separatisten schließlich auf Geheiß der belgischen Besatzungsmacht der Stadt verwiesen werden.
1927 wird das Arbeitsamts Eschweiler gebildet, zu dessen Bezirk Alsdorf, Büsbach, Dürwiß, Eschweiler, Gressenich, Höngen, Kinzweiler und Weisweiler gehören. Außerdem wird die Kolonie Wetterschacht für Bergleute in Eschweiler-Ost gebaut. 1928 eröffnet das Lichtspielhause Primus Palast in der Englerthstraße.
1929 endet die französisch-belgische Besatzungszeit.

### 1930er und bis 1945
1930 wird das Eschweiler Hauptpostamt Ecke Rosenallee/Kaiserstraße umgebaut. Es kommt zum ersten Rosenmontagszug nach dem Krieg. Das Lyzeum wird in ein Oberlyzeum umfungiert. Eschweiler hatte zu diesem Zeitpunkt 29.343 Einwohner.
1931 forderte eine Schlagwetterexplosion in der Grube Reserve 32 Tote. Das Anzeigenblatte Eschweiler Filmpost veröffentlicht seine erste Ausgabe.

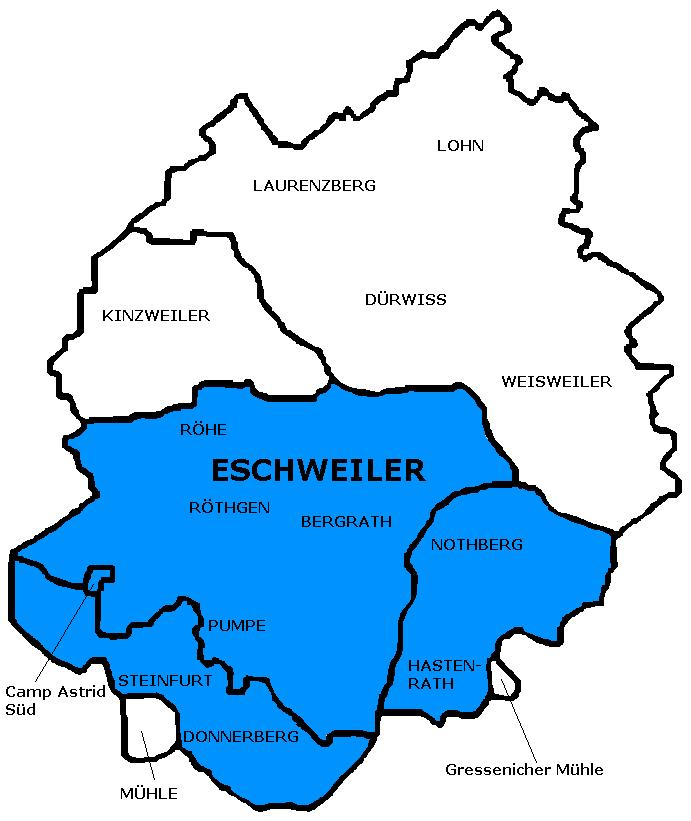
Eschweiler 1932

Das Amt Nothberg wird mit den Orten Nothberg, Bohl, Volkenrath, Hastenrath und Scherpenseel aus dem Kreis Düren 1932 nach Eschweiler eingemeindet. In dem Zug werden der sogenannte Hastenrather Zipfel nach Gressenich und Stolberg ausgemeindet. Aufgrund dieser Umstrukturierungen zählt Eschweiler 34.505 Einwohner.
Mit Beginn der Hitler-Diktatur wird bei der Reichstags- und Landtagswahl 1933 die NSDAP 1933 mit 22 % dritte Kraft hinter Zentrumspartei (31 %) und der KPD (25 %). Nach der Machtübernahme durch Hitler wurden dieseParteien im Juni aufgelöst. Die durchgeführte Volkszählung ergab, dass zu Eschweiler 34.444 Einwohner gehörten.
Das neue Feuerwehrdepot an der Rosenallee konnte 1934 eingeweiht werden. Die Inde wurde vom Lynenwerk Hovermühle bis zur Stadtgrenze bei Weisweiler reguliert.

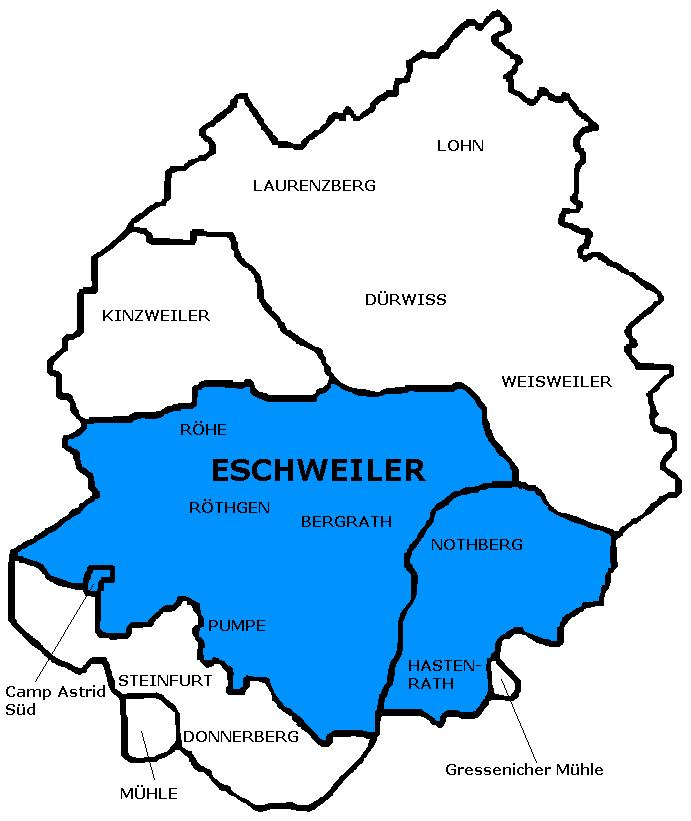
Eschweiler 1935

1935 wurden die Stadtteile Birkengang, Donnerberg, Duffenter, Steinbachshochwald, Steinfurt und Velau sowie ein Bahnhof ersatz- und entschädigungslos nach Stolberg ausgemeindet. Aufgrund dieser Tatsache sank die Einwohnerzahl auf 33.639 Einwohner.
Der Bau der Autobahn Köln-Aachen begann am 22. März 1936 mit dem ersten Spatenstich im Abschnitt Eschweiler–Weisweiler. Diese wurde im Auftrag des „Unternehmens Reichsautobahn“ auf der bereits vermessenen, ursprünglichen Eisenbahntrasse Köln-Düren-Eschweiler-Aachen gebaut. Ebenfalls 1936 wird das Belegkrankenhaus St.-Antonius-Hospital zum Fachkrankenhaus.
1937 erfolgte der erste Abstich der Stahlgießerei Albert Hoffmann und am Kraftwerk Zukunft wird der Bau des 168 m hohen Kamins Der lange Heinrich sowie der Bau des Westwalls begonnen. Der Eschweiler Talbahnhof wird zur Entladestation für die Kiestransporte. Der Bau der Herz-Jesu-Kirche in Eschweiler-Ost wird unterbrochen.
Der Beginn der Braunkohleförderung im Tagebau Zukunft-West erfolgt 1938. Im gleichen Jahr wird in der Pogromnacht die Zerstörung der Eschweiler Synagoge in der Moltkestraße zerstört. Durch den Einzug des 1. Reserveinfanterieregiments 78 wird Eschweiler erneut zur Garnisonsstadt und die NSDAP bezieht die alte Schule Ecke Dürener Straße/Kochsgasse als Braunes Haus, das 1974 abgerissen wird. Aufgrund des im folgenden Jahr beginnenden Zweiten Weltkriegs sinkt die Einwohnerzahl auf etwa 33.000.
Die Concordia-Hütte wird 1941 stillgelegt. Im Folgejahr fusioniert die Stadtsparkasse Eschweiler mit der Kreissparkasse Aachen.
1943 zerstört eine Luftmine die Ostseite des Eschweiler Markts sowie den Chorbereich der Kirche und die St. Michaels-Statue. Zum Schutz der Bevölkerung wird mit dem Bau von Schutzstollen begonnen. In Folge des Kriegsgeschehen wird 1944 die Eschweiler Bevölkerung zwangsevakuiert und Eschweiler im Herbst für drei Monate Frontstadt. Die Stadt Eschweiler wird während der Kämpfe zu über 60 % zerstört. Dabei brennt die Dreieinigkeitskirche aus und alle Brücken über die Inde werden bis auf die Fußgängerbrücken Kochsgasse und am Schlachthof gesprengt. US-amerikanische Truppen besetzen Eschweiler und ein US-Panzer zerstört die Brücke vor der Nothberger Burg und zerschießt den Pasqualini-Erker. Die Grube Reserve kann nicht gerettet werden und läuft voll Wasser. Die Anzahl der in der Stadt verbleibenden Einwohner sind auf 400 Personen.

## Vor der Kommunalen Neugliederung 1972
1945 Nach dem Ende des Zweiten Weltkriegs übernimmt 1945 die britische Militärregierung den Bezirk Aachen und somit auch Eschweiler. Der Schulunterricht wird unter anderem am Oberlyzeum Liebfrauenschule als erste höhere Lehranstalt im Regierungsbezirk Aachen wiederaufgenommen. Die Anzahl der Eschweiler Einwohner steigt auf 514 bzw. 1.863 Personen.
Mit der Rückkehr der Bevölkerung nach Eschweiler beginnt 1946 allmählich der Wiederaufbau der Stadt. Organisatorisch gehört Eschweiler zum neu gebildeten Bundesland Nordrhein-Westfalen in der Britischen Besatzungszone. Das belgische Camp Eschweiler am Eschweiler Stadtwald wird gebaut. Durch die Rückkehr der Bevölkerung zählt Eschweiler 30.265 Einwohner, allerdings gelten 562 Eschweiler Soldaten als vermisst.
1949 erfolgt die Gründung der Bundesrepublik Deutschland. Der Bahnhaltepunkt St. Jöris wird eröffnet. Die Bauarbeiten an der Siedlung Waldschule beginnen. Im Bote an der Inde erscheint wieder ein Eschweiler Lokalteil.
1950 wird der erste Rosenmontagszug nach dem Zweiten Weltkrieg gefeiert. Der Bau des belgischen Camp Astrid im Propsteier Wald beginnt. Im Zuge der Bauarbeiten wird der Wald für die Bevölkerung gesperrt. Zu dem Zeitpunkt hat Eschweiler 35.466 Einwohner.
Am 15. Oktober 1950 richtet die ASEAG auf der Straßenbahnlinie 22 (Aachen – Eschweiler) stündliche Schnellfahrten ein, die die Fahrzeit um fast eine halbe Stunde auf nunmehr 46 Minuten verkürzen. Mit der Wiederherstellung der Brücke Langwahn und der Eröffnung des Bahnhaltepunkts Röhe erfolgt 1952 ein weiterer Ausbau der Infrastruktur. Am 17. Mai 1953 nimmt die neue Schnellbuslinie 52 Eschweiler – Aachen über die Autobahn ihren Betrieb auf, sie ersetzt die Schnellfahrten auf der Straßenbahnstrecke nach Aachen.
Das Technische Hilfswerk ruft durch Hans Ebels am 9. September 1953 den Ortsverband Eschweiler ins Leben.
Die Straßenbahnlinien zum Hauptbahnhof, nach Gressenich und nach Dürwiß werden 1954 auf Omnibusse umgestellt.
Mit dem Bau einer 80-t-Verladerampe am Bahnhof Eschweiler-Tal für belgische Panzer und der Rückkehr der letzten Eschweiler Kriegsgefangenen aus Russland werden 1955 weitere Folgen des Krieges bearbeitet. Zu diesem Zeitpunkt gehören 38.202 Einwohner zu Eschweiler.
Die Standortverwaltung der Bundeswehr nimmt 1956 im Lager Donnerberg ihren Dienst auf und übernimmt teilweise das belgische Camp Zeebrugge. Zwei Jahre später wird Eschweiler durch den Einzug einer Bundeswehreinheit in das Lager Donnerberg erneut Garnisonsstadt.
1959 wird mit der Straßenbahnlinie nach Weisweiler eine weitere Strecke auf Omnibusse umgestellt.
1961 wird mit einer weiteren Regulierung der Inde innerhalb der Eschweiler Innenstadt begonnen. Die Rheinische Lederfabrik stellt ihre Produktion ein. Ein im gleichen Jahr stattfindendes Indehochwasser verursacht einen Schaden von 270.000 DM. In der Stadt Eschweiler wird die Geburt des 40.000 Einwohners gefeiert.
Aufgrund des Neubaus des St. Antonius Hospitals mussten 1962 Teile der Eschweiler Burg abgerissen werden. Von der Burg sind heute noch drei runde Ecktürme, die Umfassungsmauer sowie ein Nebengebäude erhalten. Die Wache der Autobahnpolizei wurde in Betrieb genommen.
Die Einweihung der evangelischen Friedenskirche Friedrichstraße erfolgte 1963. Im Zuge dessen wurden die evangelischen Pfarrbezirke in Eschweiler neu verteilt.
Die Eröffnung des Eschweiler Bushofs und des neugebauten Arbeitsamtes konnten 1964 gefeiert werden. Der Neubau des Verwaltungsgebäudes Licht- und Kraftwerke am Langwahn erfolgte im Folgejahr und die Eröffnung des Waldstadions wurde mit dem Fußballspiel Eschweiler Stadtauswahl gegen Fortuna Düsseldorf gefeiert. Mit 40.260 Einwohnern wuchs Eschweiler weiterhin.
1966 wurde das Alte Rathaus in der Dürener Straße saniert und es erfolgte der erste Spatenstich zur Indestraße. Die Ruine der alten Nothberger Kirche und des Alexianerklosters an der Jülicher Straße wurden abgerissen. Im nachfolgenden Jahr erfolgten die Abrisse des Eschweilers Wahrzeichen Kaffemöll und des Bankgebäudes Englerthstraße.
Mit Umstellung der Linien nach Eilendorf und Alsdorf auf Omnibusbetrieb wurde 1969 der Straßenbahnbetrieb in Eschweiler eingestellt. Zu dem Zeitpunkt gehörten 39.622 Einwohner zur Stadt.
1970 wurde das Bezirksseminar für das Lehramt an Grund- und Hauptschulen in Röhe eingerichtet. In den Folgejahren sank die Einwohnerzahl über 39.503 auf 39.476 Einwohner.

## Eschweiler seit 1972

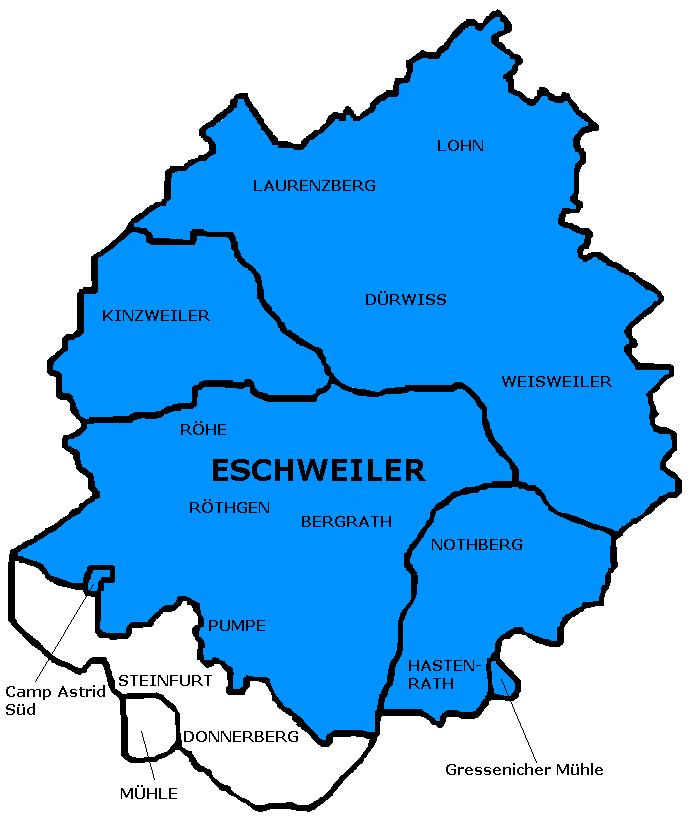
Eschweiler 1972

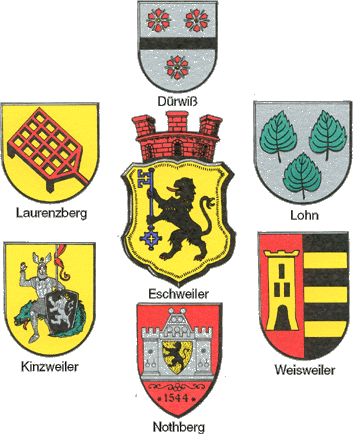
Wappen der Stadt und Stadtteile

Die kommunale Neugliederung im Aachener Raum tritt aufgrund des Aachen-Gesetzes zum 1. Januar 1972 in Kraft, und die Ämter Dürwiß und Lohn (mit Erberich, Langendorf, Laurenzberg und Pützlohn) aus dem aufgelösten Kreis Jülich sowie die Gemeinden Kinzweiler (mit Hehlrath und St. Jöris) und Weisweiler (mit Hücheln und Wilhelmshöhe) werden nach Eschweiler eingemeindet, ebenso wie die Gressenicher Mühle. Eschweiler gehört zum neuen, erweiterten und aus neun Kommunen bestehenden Kreis Aachen. Wegen der Eingemeindung werden im neuen Eschweiler 67 Straßen umbenannt. Im gleichen Jahr erfolgt die Einweihung der katholischen Kirche St. Silvester in Neu-Lohn. Eschweiler hat 55.497 Einwohner.
Seit 1973 umfasst der Amtsgerichtsbezirk Eschweiler die Städte Eschweiler und Stolberg. Die Autobahnraststätte Propsteier Wald wurde eingeweiht. Im Folgejahr gründete sich der Eschweiler Geschichtsvereins neu und die erste Fußgängerzone des Kreises Aachen wurde in der Grabenstraße eröffnet. Mit der Überreichung der Urkunde an die nordfranzösische Stadt Wattrelos wurde die Städtepartnerschaft bestätigt. Ebenfalls 1975 wurde das Studienzentrum der Fernuniversität Hagen eröffnet. 54.567 Einwohner gehörten zu Eschweiler. Das City-Center Eschweiler und das neue Inde-Stadion wurden eingeweiht. Der Neubau des Rathauses wurde begonnen und das Schulzentrum Waldschule bezogen. Aufgrund eines Brandes wurde die Kirche in Röhe zerstört. Zwei Jahre später konnte das neue Rathaus bezogen und die Regulierung der Inde abgeschlossen werden.
Der Personenverkehrs auf der Talbahnstrecke wurden 1983 und die Güterabfertigung am Eschweiler Hauptbahnhof eingestellt. Die Trägergesellschaft für das Eschweiler Seeprojekt wurde mit Mitglieder aus den Städten Aldenhoven, Alsdorf, Eschweiler und Würselen gegründet. Ein Erdrutsch am Tagebaurand zerstörte etwa 2 ha im Naherholungsgebiet Dürwiß. Die Einwohnerzahl sankt auf 53.981.
1984 überträgt der Eschweiler Bergwerks-Verein seine Hüttenbetriebe in Eschweiler an die Eisenwerk-Gesellschaft Maximilianshütte in Sulzbach-Rosenberg, wodurch das Bandwalzwerk Eschweiler-Aue stillgelegt wird. Eschweiler konnte einen Anstieg der Bewohner auf 55.551 Einwohner verbuchen. Eschweiler begründete mit dem südenglischen Borough Reigate and Banstead 1985 eine Städtepartnerschaft. Der Karnevalsbrunnens in der Grabenstraße wurde als erster linksrheinischer Karnevalsbrunnen erbaut. Das Braunkohletagebaus Zukunft bei Dürwiß schloss im gleichen Jahr. 52.786 Einwohner gehörten zur Stadt Eschweiler.
Die 1944 zerstörte Turmhaube von St. Peter und Paul konnte 1986 neu errichtet werden. Im darauffolgenden Jahr wurde nach einer Gesamtfördermenge von 530 Millionen Tonnen die Braunkohleförderung im Tagebau Zukunft-West beendet. Das RWE-Kraftwerk Weisweiler nahm nach einer Investition von ca. 1 Milliarde DM eine Rauchgasentschwefelungsanlage in Betrieb. Die ESW-Röhrenwerk GmbH wurde gegründet. An der amtlichen Volkszählung nahmen auch die 53.058 Einwohner Eschweilers teil.
Nach dem Fall der Mauer konnten 1989 in Eschweiler 60 ehemalige DDR-Bürger begrüßt werden, die im Rathaus ihr Begrüßungsgeld entgegennahmen. Die Einwohnerzahl stieg auf 54.419 Bewohner. Eröffnet wurden das neue Feuerwehrhaus am Florianweg und die Berufsbildenden Schulen Eschweiler an der August-Thyssen-Straße.
1990 wurde aufgrund des Unwetters der Rosenmontagszug zum ersten Mal in der Geschichte abgesagt. Zur Verkehrsberuhigung wurde 29 Tempo-30-Zonen eingerichtet. Es fällt der erste Spatenstich zum IGP und zum Golfplatz Kinzweiler. Die Schwestern der Ordensgemeinschaft Armen Schwestern vom Heiligen Franziskus verlassen das St.-Antonius-Hospital.
Aufgrund des Golfkrieges 1991 fällt der Rosenmontagszug erneut aus. In Eschweiler wird die erste Abendfachschule für Modellbautechnik in Nordrhein-Westfalen gegründet. Der Lokalsender 107.8 Antenne AC mit Sitz im Drimbornshof in Dürwiß auf Sendung. Bis 2010 hat der Sender das Rahmenprogramm von RTL übernommen. Danach gehört der Sender unter dem Namen Antenne AC zum Sendeverbund Radion NRW. Mit 54.675 Einwohnern konnte die Stadt einen kleinen Wachstum registrieren.
1992 ereilten schwere Erdstöße die Stadt. Die Schwestern der Armen Dienstmägde Jesu Christi  verlassen das St.-Josef-Kinderheim. Erneut war ein Wachstum der Einwohnerzahlen zu vermelden: 55.129 Personen gehören nun zu Eschweiler.
Im folgenden Jahr erfolgte ein weiterer Bewohnerwachstum auf 55.374 Einwohner. Die Windkraftanlage an der Raststätte Aachener Land geht in Betrieb und die Bundeswehr-Standortverwaltung schließt den Eschweiler Standort. 1994 wird mit der Füllung des Blausteinsees begonnen und das Kulturzentrum Talbahnhof eröffnet. Es können nun 55.791 Eschweiler gezählt werden.
Die belgischen Truppen aus Camp Astrid im Propsteier Wald ziehen 1995 ab und Eschweiler wird Sitz eines Landesforstamts, das in den Broicher Hof in Dürwiß einzieht.
Im Jahr 2000 ist die Füllung des Blausteinsees abgeschlossen und konnte am 12. August offiziell eröffnet werden.

## Eschweiler im 21. Jahrhundert
Zu Beginn des neuen Jahrtausends leben 2002 in Eschweiler 56.356 Menschen.
2003 hat Eschweiler 55.629 Einwohner und verliert durch Ausgemeindung den Südteil des ehemaligen belgischen Camps Astrid an Stolberg.
Das Aldi-Verteilungszentrums bei Kinzweiler wird 2004 eingeweiht und das Baden im Blausteinsee erlaubt. Eschweiler hat 55.697 Einwohner. Auf der Talbahnlinie wird der Personenverkehr bis Weisweiler durch die Euregiobahn nach 21 Jahren Pause wieder aufgenommen.
Mit Eschweiler Wolf bezeichnen die Medien einen vermutlich aus einem 35 km von Eschweiler entfernten belgischen Zuchtgehege stammenden Wolf, der im Februar 2005 im Eschweiler Raum gesichtet und am 21. Februar von Heinsberger Polizisten 30 km von Eschweiler entfernt erschossen wird. Zu dem Namen kommt es, weil er besonders in Eschweiler gesichtet wird und dort einen Hund an der Leine reißt und verschleppt. Bei der Suche nach ihm werden bis zu 200 Kräfte eingesetzt. Als falsch erweist sich später, dass er auch einen zweiten Hund gerissen haben soll.
2007 findet in der Hauptpfarrkirche St. Peter und Paul die erste Aufführung einer „Vatikanischen Version“ von Franz Liszts Missa Solemnis statt.
Im März 2008 feiert die Stadt in einer Festwoche mit Festumzug durch die Innenstadt 150 Jahre Stadtrechte. Aus diesem Anlass bringt die Sparkasse Aachen eine Gedenkmedaille in Silber heraus. Sieger für das beste Eschweiler Lied sind nach einer im Vorjahr 2007 durchgeführten Onlinebefragung Willy Jouhsen mit „Eischwiele, mee Städtche“ und Ralf Burczyk „Eischwiele City“.
Am 18. Oktober 2008 werden die ersten Stolpersteine in Eschweiler verlegt.

## Eschweiler in der Städteregion Aachen (Sep. 2009)
Seit der Auflösung des Kreises Aachen im September 2009 gehört Eschweiler zur Städteregion Aachen. Am 22. August 2010 findet die 1. StädteRegion-Trophy der Städteregion auf dem Golfplatz von Haus Kambach statt. Am 9. Dezember 2010 wird im neuen Fachmarktzentrum FMZ an der Auerbachstraße ein Mediamarkt eröffnet. Am 1. Oktober 2016 wird entgegen großer Proteste in der Belegschaft, Bevölkerung und Politik die gut gehende Geburtshilfe am St.-Antonius-Hospital geschlossen, um damit das Bethlehem-Gesundheitszentrum der Nachbarstadt Stolberg zu unterstützen; das Vorhaben firmiert unter dem Namen RegioNetzwerk für die Frau. Am 28. Juli 2018 besucht die SPD-Vorsitzende Andrea Nahles im Rahmen ihrer Sommertour die Eschweiler Raststätte Aachener Land und spricht mit LKW-Fahrern.